# Dalca

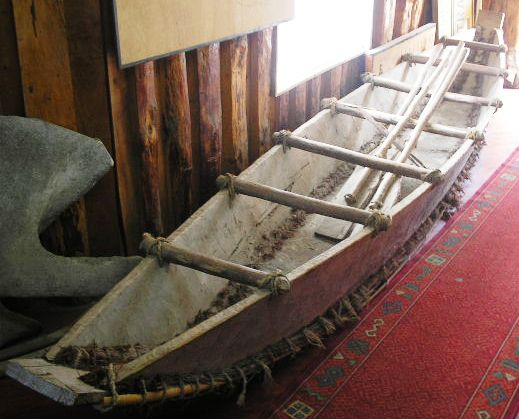
Die Rekonstruktion einer Dalca im Museum von Dalcahue, Chile

Dalca ist die traditionelle Bezeichnung für begrenzt seetüchtige, 4 bis 8 m lange Boote, die bei präkolumbischen Völkern an der Pazifikküste Chiles Verwendung fanden, insbesondere bei den Chono. Dieser Bootstyp wurde von ihnen im küstennahen Bereich eingesetzt und bot Platz für 9 bis 12 Personen. Die charakteristische Besonderheit der Dalcas bestand darin, dass sie aus drei großen, mit Geflechten aus Rindenfasern verbundenen und mit verschiedenen Substanzen kalfaterten, Holzplanken hergestellt wurden.